# Johann Gustinelli
Johann Gustinelli (1 de noviembre de 1987) es un deportista alemán que compitió en esgrima, especialista en la modalidad de florete. Ganó una medalla de oro en el Campeonato Europeo de Esgrima de 2013, en la prueba por equipos.

## Palmarés internacional
| Campeonato Europeo | Campeonato Europeo | Campeonato Europeo | Campeonato Europeo  |
| Año                | Lugar              | Medalla            | Prueba              |
| ------------------ | ------------------ | ------------------ | ------------------- |
| 2013               | Zagreb (Croacia)   | Medalla de oro     | Florete por equipos |